# Höhere Israelitische Schule
Koordinaten: 51° 20′ 41,3″ N, 12° 21′ 59,7″ O

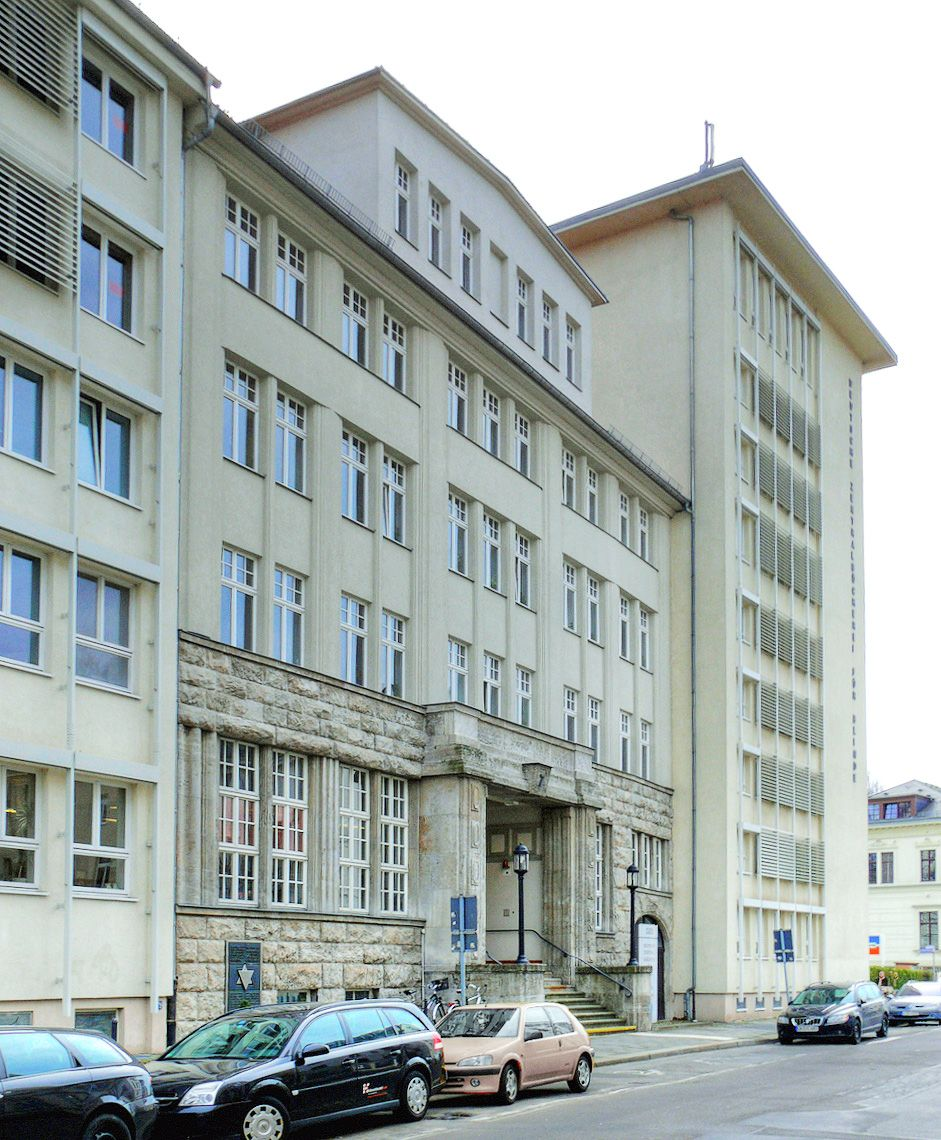
Das 1913 errichtete Gebäude der ehemaligen Höheren Israelitischen Schule (Mitte), 2008

Die Höhere Israelitische Schule (auch Ephraim-Carlebach-Schule, außerdem als Carlebach’sche Schule und Carlebachschule bezeichnet) war eine private allgemeinbildende Schule in Leipzig. Sie war die erste jüdische Schule in Sachsen. In dem nach schweren Kriegsschäden wieder aufgebauten ehemaligen Schulgebäude befindet sich seit 1954 eine Blindenbibliothek, seit 2019 das Deutsche Zentrum für barrierefreies Lesen.

## Geschichte
Die Schule wurde 1912 von dem in Lübeck geborenen Pädagogen und Rabbiner Ephraim Carlebach (1879–1936) gegründet, der seit 1900 die Religionsschule des Talmud-Thora-Vereins in Leipzig geleitet hatte.
In der Israelitischen Religionsgemeinde, die sich zur sechstgrößten in Deutschland entwickelte, war im ersten Jahrzehnt des 20. Jahrhunderts der Wunsch nach einer eigenen jüdischen Schule gewachsen. Jüdische Kinder besuchten in dieser Zeit öffentliche Schulen. „Eine jüdische Schule, in welcher Kinder an Sabbat- und Festtagen frei vom Unterricht sein würden, in der es keine Klüfte zwischen jüdischen und nichtjüdischen Schülern geben könnte und in welcher sämtliche jüdischen Fächer im allgemeinen Schulplan enthalten sein würden, war in den Augen der religiös gesinnten Juden Leipzigs die wünschenswerte und notwendige Lösung des Problems der Kinder“, schrieb Simson Jakob Kreutner, der die Schule besuchte, in Mein Leipzig (1992).
1912 wurde die Schule als sechste Realschule der Stadt und Höhere Töchterschule gegründet; Direktor wurde Ephraim Carlebach. Zunächst wurde in zwei getrennten Gebäuden unterrichtet. 1913 bezog die Schule ein neu erbautes Gebäude in der Gustav-Adolf-Straße. Finanzielle Unterstützung erhielt die Schule aus einem internationalen Spendenfonds. 1914 wurde der „Israelitische Schulverein“ gegründet, der die Trägerschaft der Schule übernahm. Dem Verein saß Ephraim Carlebach vor. Dem Kollegium gehörten jüdische und nichtjüdische Lehrer an. Unter ihnen waren 1915 zwölf Lehrer und fünf Lehrerinnen. Zunächst wurden Jungen und Mädchen bis zum Realschulabschluss getrennt unterrichtet, später wurde die Koedukation eingeführt.
Mit Beginn des Nationalsozialismus und dem Erlass des Rassengesetzes 1935, der jüdischen Schülern den Besuch „arischer“ Schulen untersagte und ihre Aufnahme in Gymnasien unterband, wuchs die Zahl der Schüler der Höheren Israelitischen Schule. Es herrschte qualvolle Enge. Die Schule wurde zudem durch die Schulbehörde in ihrer Arbeit behindert. 1933 musste Ephraim Carlebach die Leitung der Schule mit dem neuen Stellvertreter Erich Meyer, dem Leiter der Zelle des NS-Lehrerbundes an der Schule, teilen. Am 26. November 1934 wurde Ephraim Carlebach vorläufig beurlaubt. Er emigrierte 1936 nach Palästina; sein Neffe Felix F. Carlebach und dessen Frau Babette unterrichteten weiter. Die Schule erhielt im selben Jahr den Ehrennamen Ephraim-Carlebach-Schule.
Die Amtsgeschäfte Carlebachs übernahm vertretungsweise Siegfried Weikersheimer.
Weikersheimer kam auf Empfehlung des Professors Ismar Elbogen.
Die Gemeindevertretung der Leipziger Religionsgemeinde wählte Weikersheimer am 20. Dezember 1934 „ohne die Stimmen der zionistischen Gemeindeverordneten zum Direktor der Schule und Beamten der Gemeinde“.
In der Pogromnacht am 9. November 1938 wurde die Schule verwüstet. Direktor Weikersheimer wurde verhaftet und ins KZ Buchenwald verschleppt. Am 9. Dezember 1938 erhielten Weikersheimer und seine Ehefrau Regina mit Hilfe der Organisation „Chief Rabbis for Religious Emergency Fund for German and Austrian Jewry“ eine vorübergehende Aufenthaltsgenehmigung für England. In Birmingham starb Weikersheimer an „den Folgen eines im KZ zugezogenen Nierenleidens“ am 10. Oktober 1947 im Alter von 56 Jahren.
Weikersheimers Nachfolger, Daniel Katzmann, wurde 1943 in Auschwitz zum Opfer des Holocausts. In seiner Amtszeit wurde die Schule ab 1939 teilweise und später ganz zum Judenhaus; hier lebten schließlich 206 Menschen. 1942 wurde der Unterricht aufgegeben, nachdem ein Geheimerlass zum 30. Juni 1942 die Auflösung aller jüdischen Schulen vorgeschrieben hatte.
1943 wurde das Gebäude beschlagnahmt und im selben Jahr durch Bombardement schwer beschädigt. Die Ruine wurde 1953 rekonstruiert; 1954 bezog die Deutsche Zentralbücherei für Blinde zu Leipzig das Gebäude. Die Bibliothek wurde 1955 dem Ministerium für Kultur der DDR unterstellt, 1990 vom Freistaat Sachsen übernommen und wird seit 2003 als Staatsbetrieb des Freistaats Sachsen geführt. Eine Ausstellung in der Bibliothek erinnert an die Geschichte der Höheren Israelitischen Schule.